# Ixorida confusa
Ixorida confusa är en skalbaggsart som beskrevs av Franz Antoine 1992. Ixorida confusa ingår i släktet Ixorida och familjen Cetoniidae. Inga underarter finns listade i Catalogue of Life.